# East Grand Forks, Minnesota
East Grand Forks là một thành phố thuộc quận Polk, tiểu bang Minnesota, Hoa Kỳ. Năm 2010, dân số của thành phố này là 8601 người.

## Dân số
- Dân số năm 2000: 7501 người.
- Dân số năm 2010: 8601 người.